# Noël Renucci
Pour les articles homonymes, voir Renucci.
Noël Renucci, né le 24 décembre 1902 à Marseille et mort dans cette même ville le 26 septembre 1960, est une figure du grand banditisme français et du milieu marseillais.
Il est le frère des maffieux Joseph, dit "Jo" (1908-1958), et Félix Renucci (1894-1957). Ensemble, ils forment le clan Renucci.
S'infiltrant au sein des sphères politiques dans les années 1930, il est chargé du service d'ordre de la SFIO avant de devenir un proche du député Fernand Bouisson. Usant de la violence, il abat le 22 février 1931 le militant communiste Rodolphe Carini lors d'un meeting,.
À partir de 1943, il rejoint la Résistance française comme son frère Jo. En 1947, il est impliqué, encore une fois avec son frère et aux côtés des Guérini, dans la collaboration avec la CIA pour briser une grève syndicale qui bloque le port de Marseille.